# Jenny Bailey
Jenny Bailey (Doncaster, 1962) è una politica britannica.
Appartenente ai Liberal Democratici, fa parte del consiglio comunale della città di Cambridge dal maggio 2002. Nel maggio 2006 è stata nominata vicesindaco e nel maggio 2007, all'età di 45 anni, sindaco della stessa città; nel 2008 le è succeduto il suo vice, Mike Dixon.
Jenny Bailey è la prima persona che si è sottoposta ad un intervento per il cambiamento di sesso ad essere diventata sindaco nel Regno Unito. Anche la sua compagna, Jennifer Liddle, è transessuale e fa parte del consiglio comunale di Cambridge dal 2000. Jenny Bailey ha due figli, nati da un matrimonio precedente l'operazione.